# Samuel Davis Sturgis
Samuel Davis Sturgis (11 juin 1822 – 28 septembre 1889) est un officier de la guerre américano-mexicaine, et général de l'Union durant la guerre de Sécession, et plus tard lors des guerres indiennes.

## Avant la guerre
Samuel Davis Sturgis est diplômé de l'Académie militaire de West Point en 1846